# Dryadaula boviceps
Dryadaula boviceps är en fjärilsart som beskrevs av Walsingham 1914. Dryadaula boviceps ingår i släktet Dryadaula och familjen äkta malar. Inga underarter finns listade i Catalogue of Life.